# Clifford's Really Big Movie
Clifford's Really Big Movie (no Brasil: Clifford, o Gigante Cão Vermelho: O Filme) é um filme de animação estadunidense, do gênero aventura, comédia e família, dirigido por Robert Ramirez, Baseado numa Série de Livros Clifford the Big Red Dog por Norman Bridwell, produzido pela Big Red Dog Productions e Scholastic Entertainment e foi distribuído pela Warner Bros. Pictures.

## Enredo
O Gigante Cão Vermelho Clifford, ao lado de seus amigos, parte numa divertida viagem pelo país e acabam entrando em um concurso eletrizante: precisam mostrar talentos para ganhar um estoque vitalício de Tummy Yummies! Juntamente com novos amigos, eles vão dar duro para realizar uma boa apresentação.

## Elenco
| Personagem          | Espécie            | Vozes             |
| ------------------- | ------------------ | ----------------- |
| Clifford            | Labrador Retriever | John Ritter       |
| Bisteca             | Bulldog            | Kel Mitchell      |
| Cleo                | Poodle             | Cree Summer       |
| Shackelford         | Furão              | Wayne Brady       |
| Dorothy             | Vaca               | Jenna Elfman      |
| Rodrigo             | Chihuahua          | Wilmer Valderrama |
| Dirk                | Dachshund          | Jess Harnell      |
| Emily Elizabeth     | Humano             | Grey DeLisle      |
| George Wolfsbottom  | Humano             | John Goodman      |
| Larry Gablegobble   | Humano             | Judge Reinhold    |
| Sheriff Lewis       | Humano             | Nick Jameson      |
| Madison Wolfsbottom | Humano             | Kath Soucie       |
| Charley             | Humano             | Oren Willians     |
| Mark Howard         | Humano             | Cam Clarke        |
| Horace Bleakman     | Humano             | Earl Boen         |

## Ligações Externas
Clifford's Really Big Movie. no IMDb. 
«Clifford's Really Big Movie» (em inglês) no Rotten Tomatoes